# Aranyosy János
Aranyosy János (Gold János) (Nagytapolcsány, 1781. december 17. – Vác, 1810. január 21.) piarista pap, költő.

## Életútja
1797. szeptember 28-án lépett be a rendbe, 1806. augusztus 5-én szentelték pappá Budán. 1799-től Privigyén, Nagykárolyban, a pesti egyetemen 1804 és 1806 között, majd Nyitrán és Vácott. Latin ódákat írt, oly tehetségesen, hogy Révai Miklós lelkesen üdvözölte.

## Munkája
- Ode ad Franciscum Gubitzer Pesthini, 1805